# Xã Deerhead, Quận Barber, Kansas
Xã Deerhead (tiếng Anh: Deerhead Township) là một xã thuộc quận Barber, tiểu bang Kansas, Hoa Kỳ. Năm 2010, dân số của xã này là 14 người.